# 冰霜殺手
冰霜殺手（英語：Killer Frost）是美國DC漫畫出版的虛構的女性反派和超級英雄。一般由Crystal Frost，Louise Lincoln和Caitlin Snow使用這個稱號。幾個DC宇宙設定都是超級英雄火風暴的對手。

## 其他媒體

### 電視
- 綠箭宇宙，由丹妮爾·帕娜貝克飾演Caitlin Snow[1][2]。
  - 2014年影集《閃電俠》主演。
  - 影集《綠箭俠》客串
  - 影集《女超人》客串
  - 影集《明日傳奇》客串
  - 動畫《射線》客串

第一季飾演團隊的生物工程博士並有一個失蹤的未婚夫羅尼·雷蒙，第二季與地球2的閃電俠傑伊·蓋里克交往，另外地球2的分身為冰霜殺手，第三季受閃點影響發現自己會變身成為冰霜殺手並與朱利安·艾爾伯特交往，第四季被思考者奪去冰霜殺手的能力(分身)，但是後來發現冰霜殺手能力並不是受閃點影響所形成。在第五季中，發現她的父親托馬斯·斯諾（Thomas Snow）對她和他自己進行了實驗，試圖治愈他們的 ALS 基因，從而使他們倆都發展出具有低溫動力能力的替代人格。在他變成冰柱之後，凱特琳和冰霜殺手一起將托馬斯從邪惡的人格中拯救出來。
在第六季中，凱特琳嘗試讓冰霜有更多時間讓他使用共同的身體，並讓她過自己的生活。在第七季，他們暴露在 Eva McCulloch / Mirror Monarch 的光線下，這切斷了他們的心靈感應連接並導致冰霜的細胞複製到她獲得自己身體的地步。因此，凱特琳和冰霜作為雙胞胎姐妹過不同的生活。
在第八季中，冰霜變身為“地獄冰霜”，並為擊敗死亡風暴犧牲。凱特琳偷偷地從冰霜身上採集了頭髮樣本，並計劃在寒冰的幫助和意識復活室的幫助下恢復她的生命。當她成功時，密室讓她和冰霜的身體退化為更年輕的形式。
- 動畫《少年正義聯盟 (動畫)》，由莎拉·夏希配音Crystal Frost